# カナディアン (列車)
カナディアン（英語: Canadian）は、もともとカナダ太平洋鉄道（Canadian Pacific Railway, CP）が1955年から1978年にかけて運行していたカナダの大陸横断旅客列車である。現在はVIA鉄道により、オンタリオ州トロントのユニオン駅とブリティッシュコロンビア州バンクーバーのパシフィック・セントラル駅を結んで運転されている。1990年以降、カナダ太平洋鉄道時代の「カナディアン」とはまったく異なる、北にあるカナディアン・ナショナル鉄道の本線を経由して運行するようになり、レジャイナやカルガリーではなくサスカトゥーンやエドモントンを通るようになった。またカナダ太平洋鉄道時代に比べてかなり遅くなり、また1990年までのようにモントリオールやオタワへは運行されなくなった。1955年以前は、「カナディアン」の名はカナダ太平洋鉄道のモントリオールとシカゴを結ぶ夜行列車に使われていた。

## カナダ太平洋鉄道時代

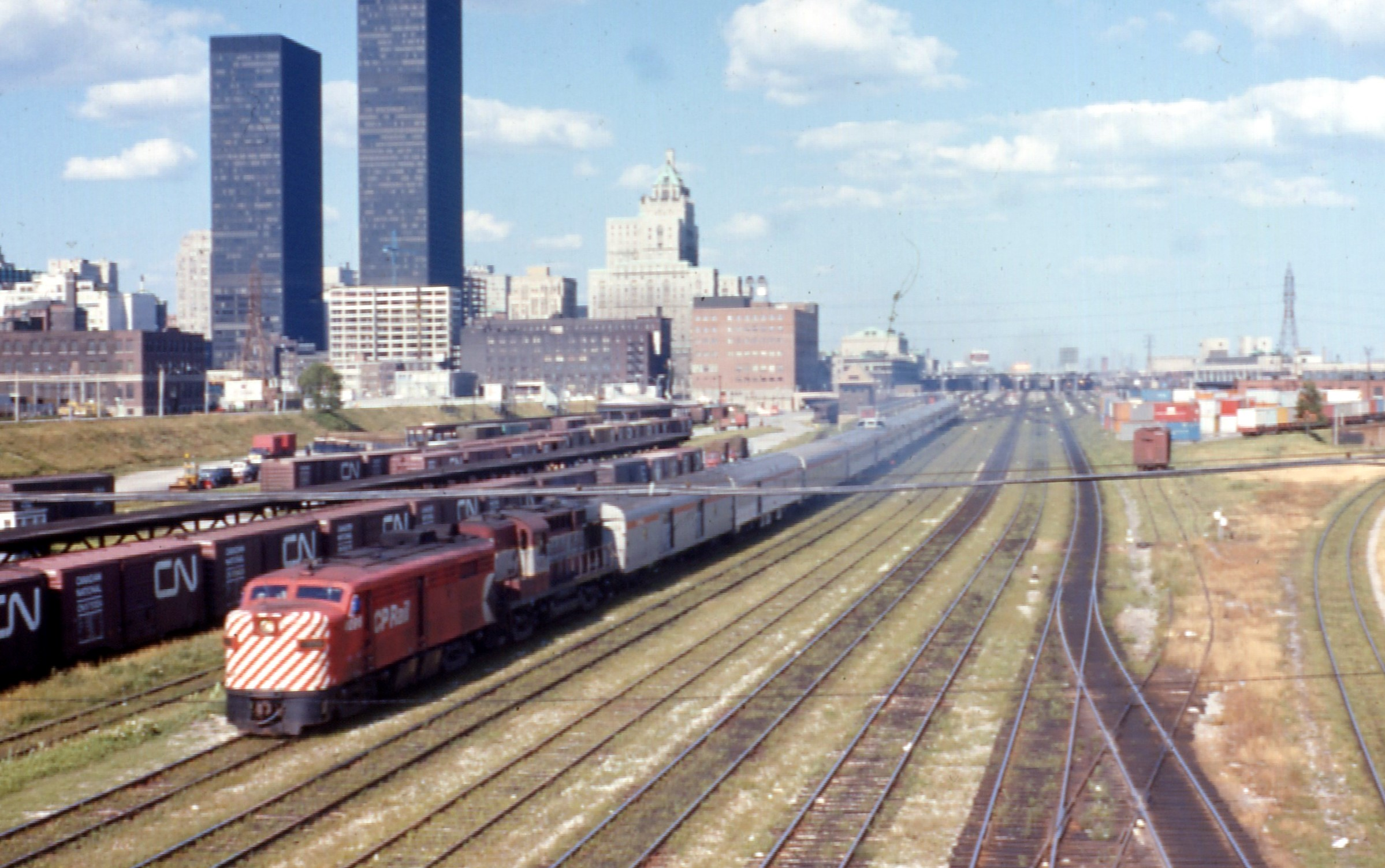
トロント・ユニオン駅を発つCP時代の「カナディアン」（1970年）

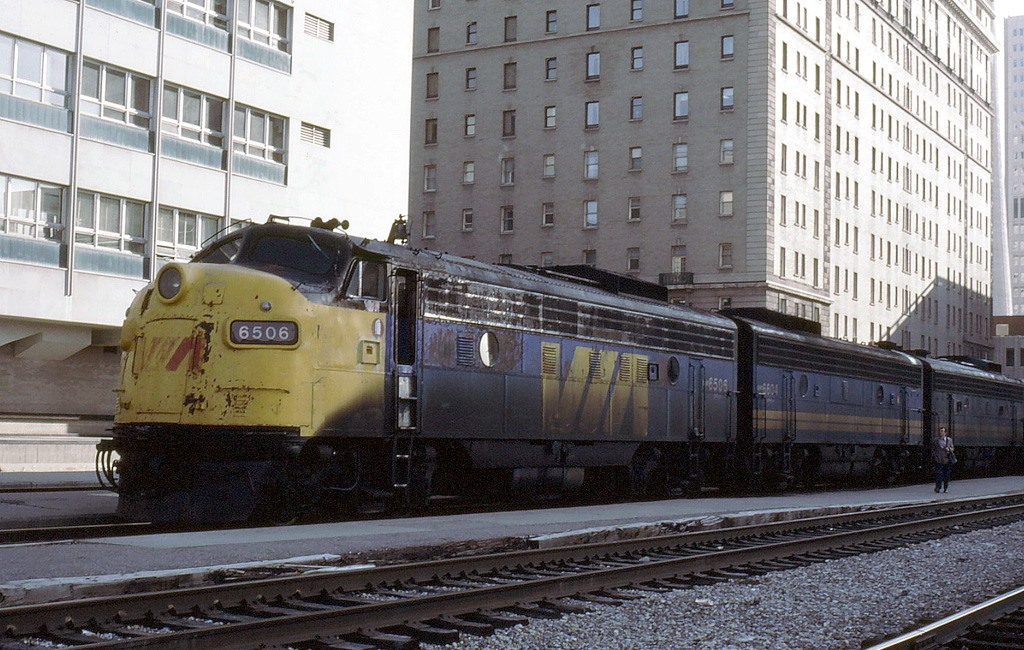
カルガリーに停車する「カナディアン」（1982年）

第二次世界大戦後、カナダ太平洋鉄道の旅客列車は、その看板列車である大陸横断の「ザ・ドミニオン」やそれより東部へ向かう「アトランティック」であっても、戦前製の重量客車と戦前・戦後期の軽量客車の混成で編成されていた。これらの車両は十分使用に耐えるものであったが、1950年代初頭のアメリカの列車は「カリフォルニア・ゼファー」のように、既に流線形のオールステンレス車両となっており、ドームを備えた展望車を連結していた。ゼネラルモーターズ・ディーゼルおよびプルマン・スタンダードのデモンストレーションである「トレイン・オブ・トゥモロー」(Train of Tomorrow) の特色であったドームカーを1949年に評価した後、カナダ太平洋鉄道の副社長であったノリス・クランプを含めた経営陣は車両の更新を決断した。1953年にフィラデルフィアのバッド社に対して、18両の編成末尾のドームカー（パーク・カー）、18両の編成中間ドームカー（スカイライン）、30両の座席車、18両の食堂車、71両の寝台車（メイナーおよびシャトーシリーズ）からなる合計155両のステンレス車両を発注した。これに引き続いて18両の荷物車兼乗務員車を発注して最終的に合計173両となり、新しい大陸横断列車を構成し、また「ザ・ドミニオン」の一部の車両を更新するために充分な数となった。内装のデザインは、フィラデルフィアの建築設計会社ハーブソン・ホー・リビングストン・アンド・ラーソン (Harbeson, Hough, Livingston & Larson) と契約された。同社は「パイオニア・ゼファー」など、有名な旅客列車のインダストリアルデザインで知られていた会社であった。この際にデザインされた、備品や淡い陰影のつけられた塗装などは広く賞賛された。このドームカーの各車両を、カナダの有名な公園にちなんで名づけることが決まった後、グループ・オブ・セブンを含むカナダを代表するアーティストが参加してこれらの車両に適した壁画が描かれた。寝台車を追加する決定が下され、バッド製の車両に加えて既存の22両の重量客車がカナダ太平洋鉄道自身のアンガス工場において改装され、バッドの車両と同じようなステンレス鋼の外板を取り付けられた。既存のFP7型ディーゼル機関車に加えて、この新しい客車を牽引するためにカナダ太平洋鉄道はゼネラルモーターズ・ディーゼルにFP9型ディーゼル機関車を発注した。これらのFシリーズがこの列車の牽引としてよく使われたが、時折モントリオール・ロコモティブ・ワークスのFPA-2型など他の機関車が使われることもあり、1959年までは蒸気機関車が牽引することもあった。
カナダ太平洋鉄道は新しい看板列車を「カナディアン」と命名し、1955年4月24日に運行を開始した。カナダ太平洋鉄道のライバルであるカナディアン・ナショナル鉄道も同日、新しい大陸横断列車「スーパー・コンチネンタル」の運行を開始したが、カナダ太平洋鉄道は「カナディアン」を「カナダで最初で唯一の流線形オールステンレス車両を使用したドームカー付列車」と宣伝することができた。カナディアン・ナショナル鉄道がドームカーを導入したのは1964年であった。カナダ太平洋鉄道はこの列車をオンタリオ州サドバリーの東側では2系統に分割して運行した。モントリオールとバンクーバー間（オタワも経由する）は西行きが列車番号1、東行きが列車番号2で、サドバリーで分割・併合してトロントへ走る列車が西行きが列車番号11、東行きが列車番号12であった。流線形の外観のイメージにマッチして、「カナディアン」の西行き列車の所要時間71時間は、従来の「ザ・ドミニオン」よりも16時間速かった。
当初は成功をおさめたが、カナダにおける旅客列車の利用は1960年代には減少し始めた。航空機との競争が激しくなり、またトランスカナダハイウェイの建設後は自動車の利用が増加して、カナダ太平洋鉄道は「ザ・ドミニオン」を1966年に廃止した。さらに1970年には政府に対して「カナディアン」の廃止を申請した。この申請は却下されたが、カナダ太平洋鉄道は1970年代を通じて旅客列車の廃止を試みた。「カナディアン」は運行頻度を落とされ、政府が損失の80パーセントを補助していた。

## VIA鉄道

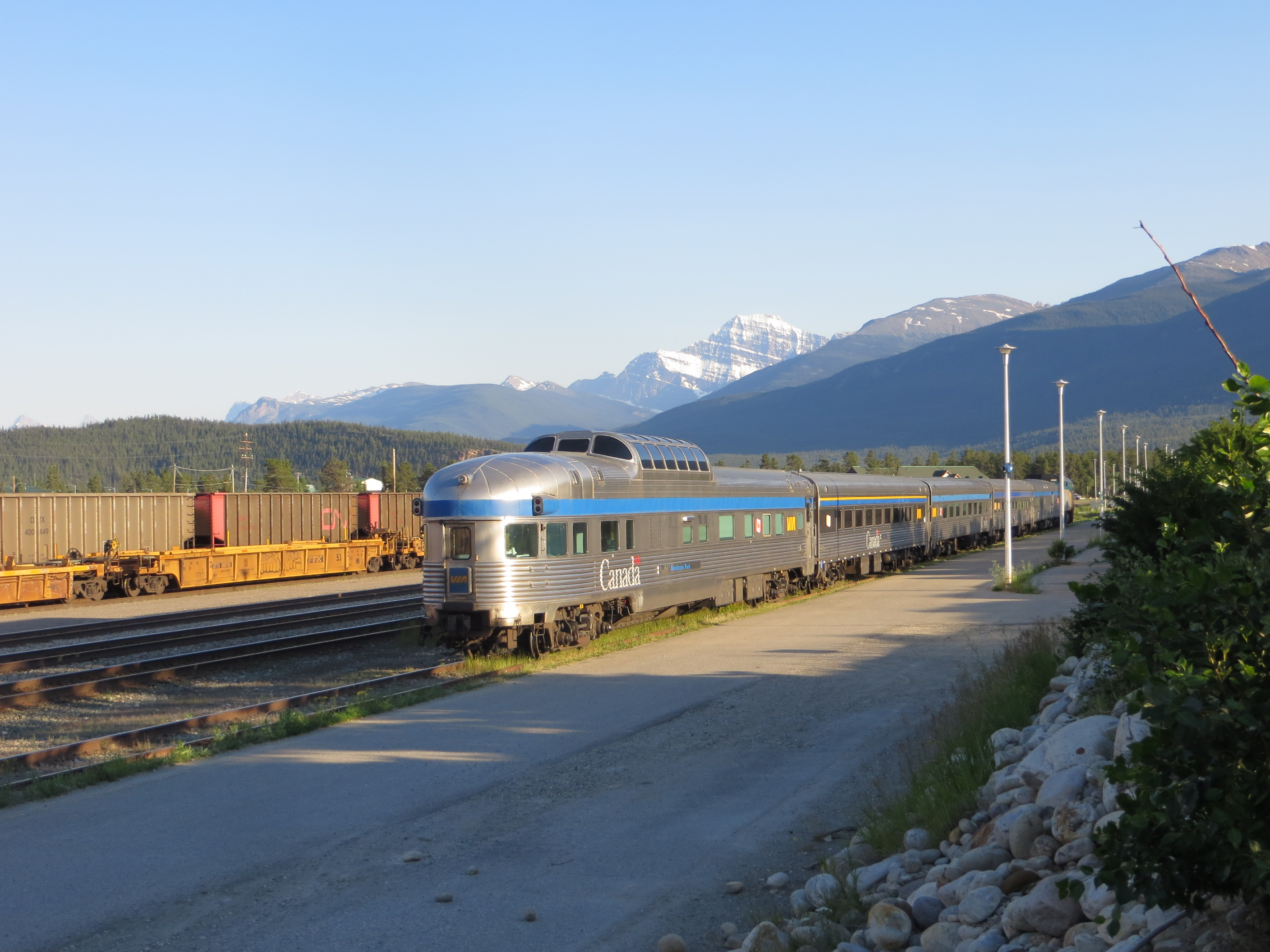
バッド社製ドームカーを最後尾に連結した「カナディアン」（2013年）

政府の出資する国有企業であるVIA鉄道は、1978年10月29日に公式にカナダ太平洋鉄道の旅客列車運行を引き継いだ。ただし翌年の夏まで列車にはVIAのロゴは描かれなかった。VIA鉄道の引き継ぎ後、当初は旧来のカナダ太平洋鉄道の経路を運行した。また旧カナディアン・ナショナル鉄道の「スーパー・コンチネンタル」もVIA鉄道が引き継ぎ、より北に並行するカナディアン・ナショナル鉄道の経路を運行して「カナディアン」を補完した。「カナディアン」はサドバリーより東で2分割して運行し、また毎日バンクーバーとトロント・モントリオールを結ぶ運転を継続した。
予算の大幅削減の結果として、VIA鉄道は1990年1月15日から「スーパー・コンチネンタル」を廃止し、「カナディアン」はかつての「スーパー・コンチネンタル」と同じカナディアン・ナショナル鉄道経由に変更された。これにより大陸横断運行を継続するとともに、VIA鉄道が政府から義務付けられていた、沿線の小さな町へのサービスを果たすことができた。また運行は1週間に3往復に削減された。21世紀の今日において、VIA鉄道は「カナディアン」をカナディアン・ナショナル鉄道経由で、かつてのカナダ太平洋鉄道所有のバッド製車両を改装して運行を続けている。

## 経路

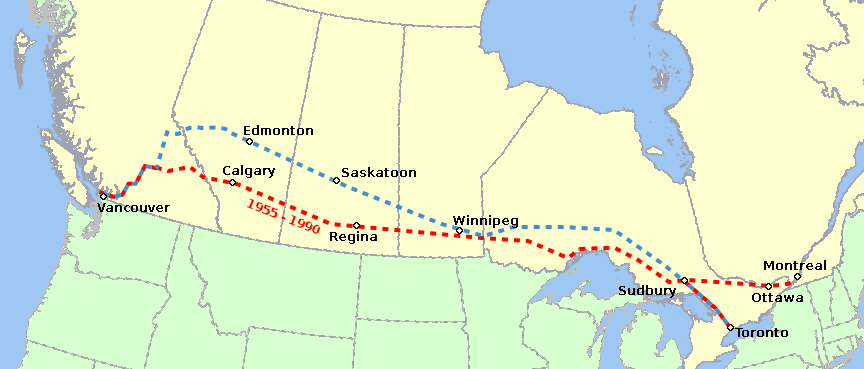
「カナディアン」の旧経路（赤）および新経路（青）

「カナディアン」は、バンクーバーのパシフィック・セントラル駅から出発する。カナディアン・ナショナル鉄道の線路を走行してニューウエストミンスターへ至り、ニューウエストミンスター橋を横断する。「カナディアン」はそれから東へ直接ギフォードへ向かう。フレーザー川を再び横断して、カナダ太平洋鉄道の線路に移ってリットン近郊のバスクまで走る。カナダ太平洋鉄道とカナディアン・ナショナル鉄道の線路がフレーザー川の同じ側にあるのはこの地点で、ここで両社の接続点があり、東行き「カナディアン」はここでカナダ太平洋鉄道の路線からカナディアン・ナショナル鉄道の路線へ移る。その直後にカナディアン・ナショナル鉄道の路線はトンプソン川を渡って、カムループスまで走る。「カナディアン」は、カムループスの市街から川を渡ったところにあるノース・カムループスのカナディアン・ナショナル鉄道の駅に停車する。「カナディアン」はカナディアン・ナショナル鉄道の路線を東へさらに走り、トロントまでの間にエドモントン、サスカトゥーン、ウィニペグに停車する。西行きの「カナディアン」はカナダ太平洋鉄道の路線に入らず、バンクーバーまでの全区間をカナディアン・ナショナル鉄道の路線を走る。カナディアン・ナショナル鉄道の路線におけるハイライトと言えるのは、ペインティッド・キャニオンにおいてトンプソン川の61 m上をへばりつくように走るところと、シスコにおいてフレーザー川およびカナダ太平洋鉄道の本線を800フィート (240 m) の鋼製アーチ橋で横断するところである。

## ギャラリー

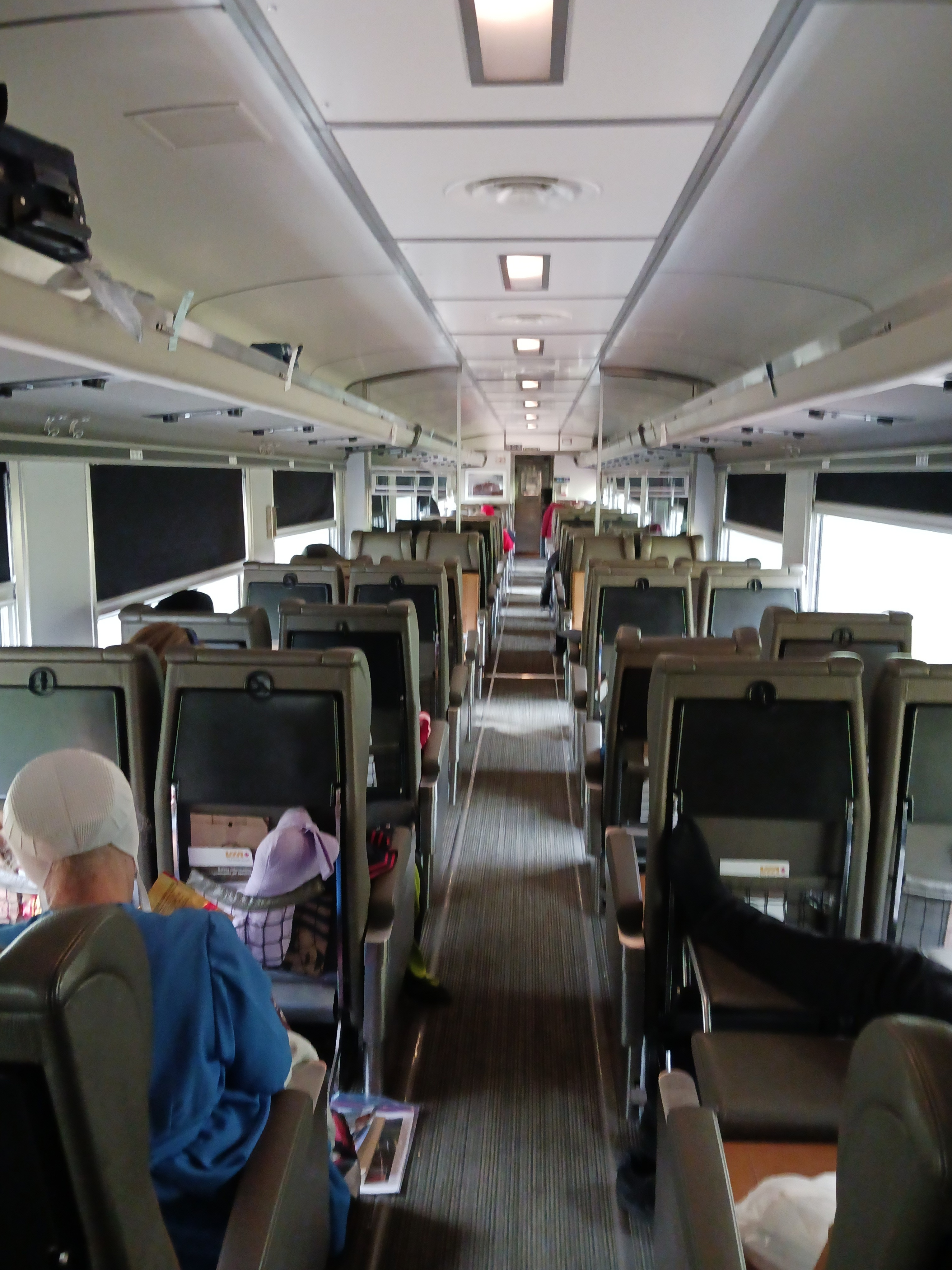
エコノミークラス
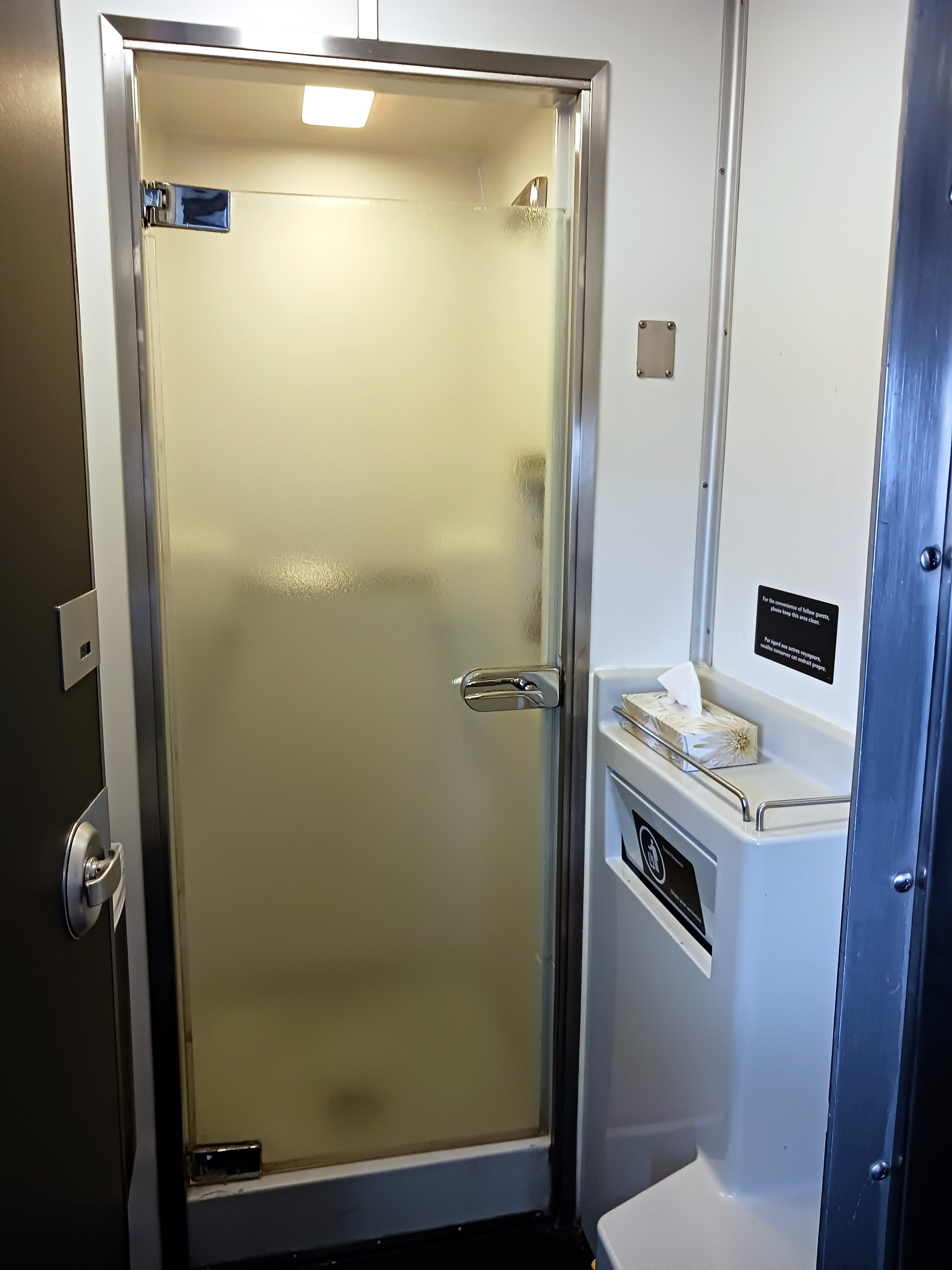
シャワー
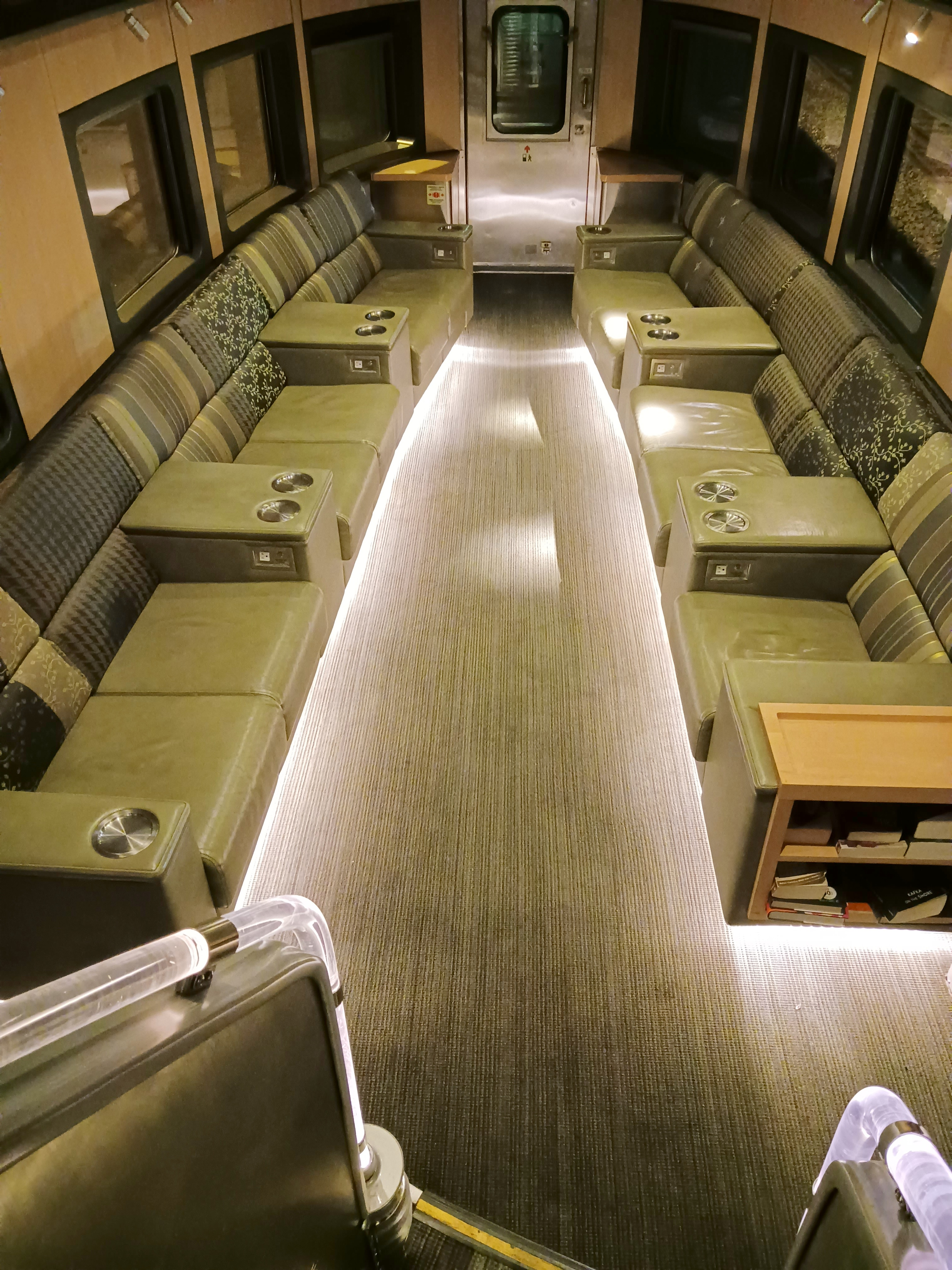
ラウンジ
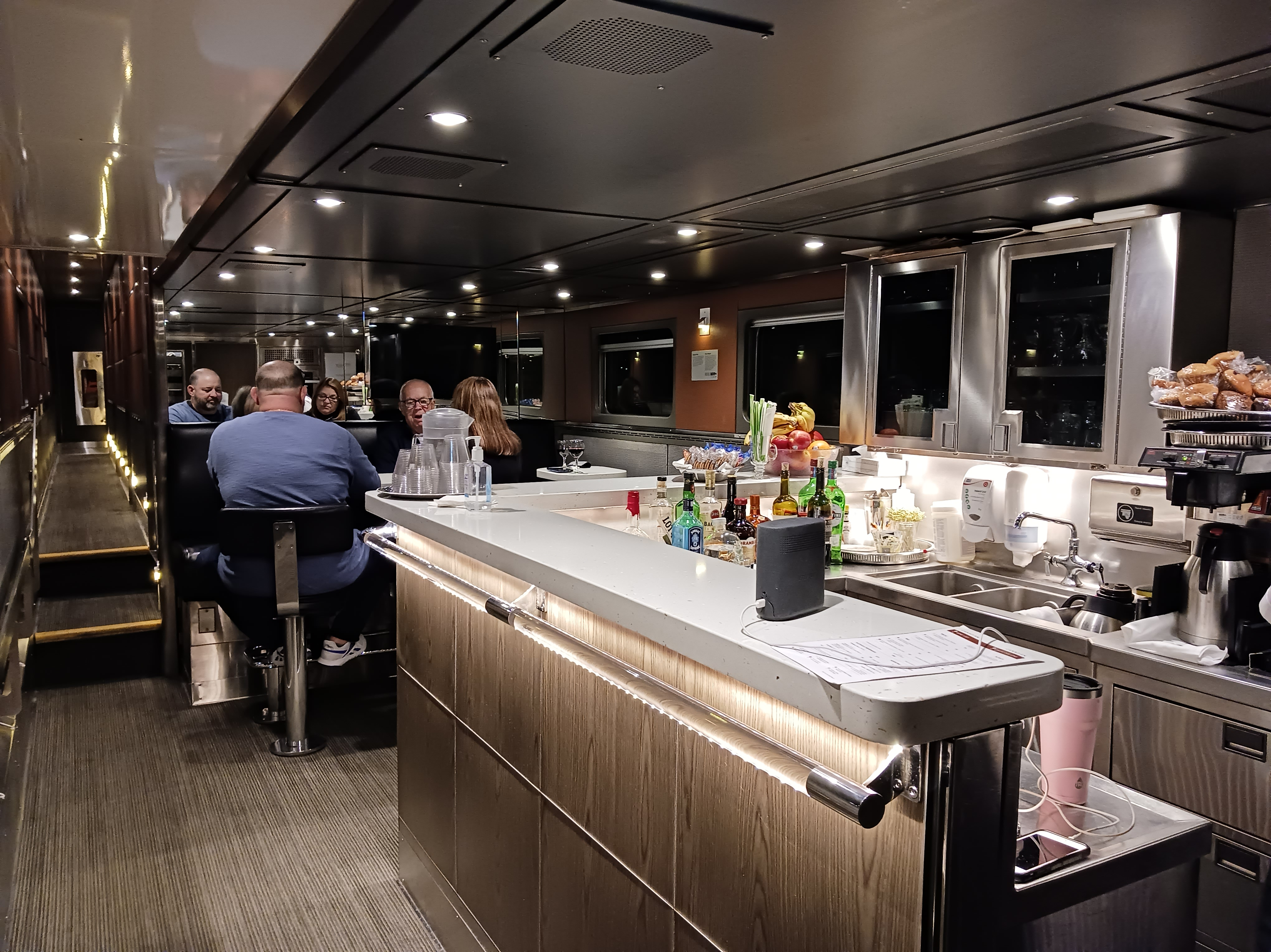
バー
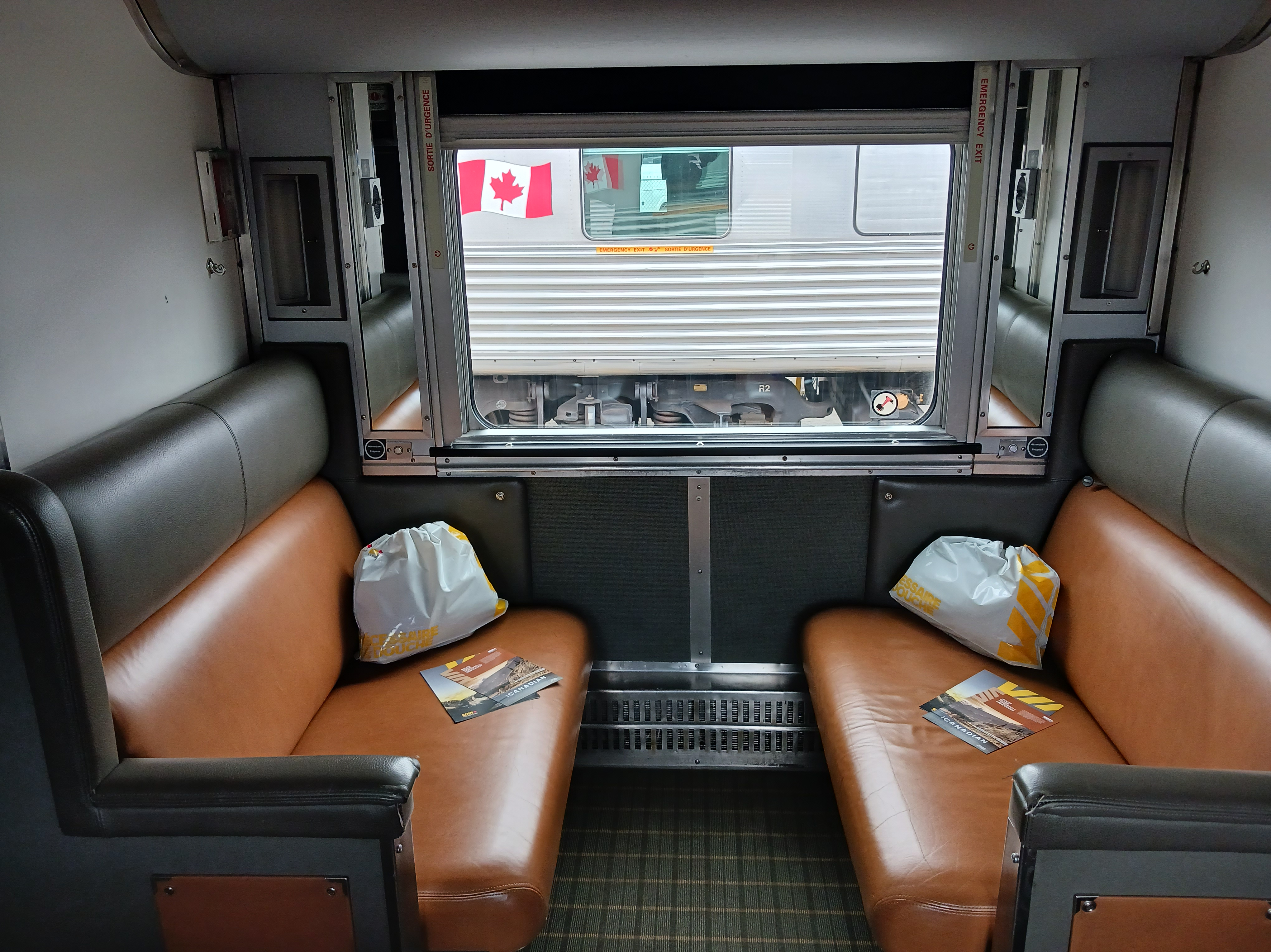
コンパートメント
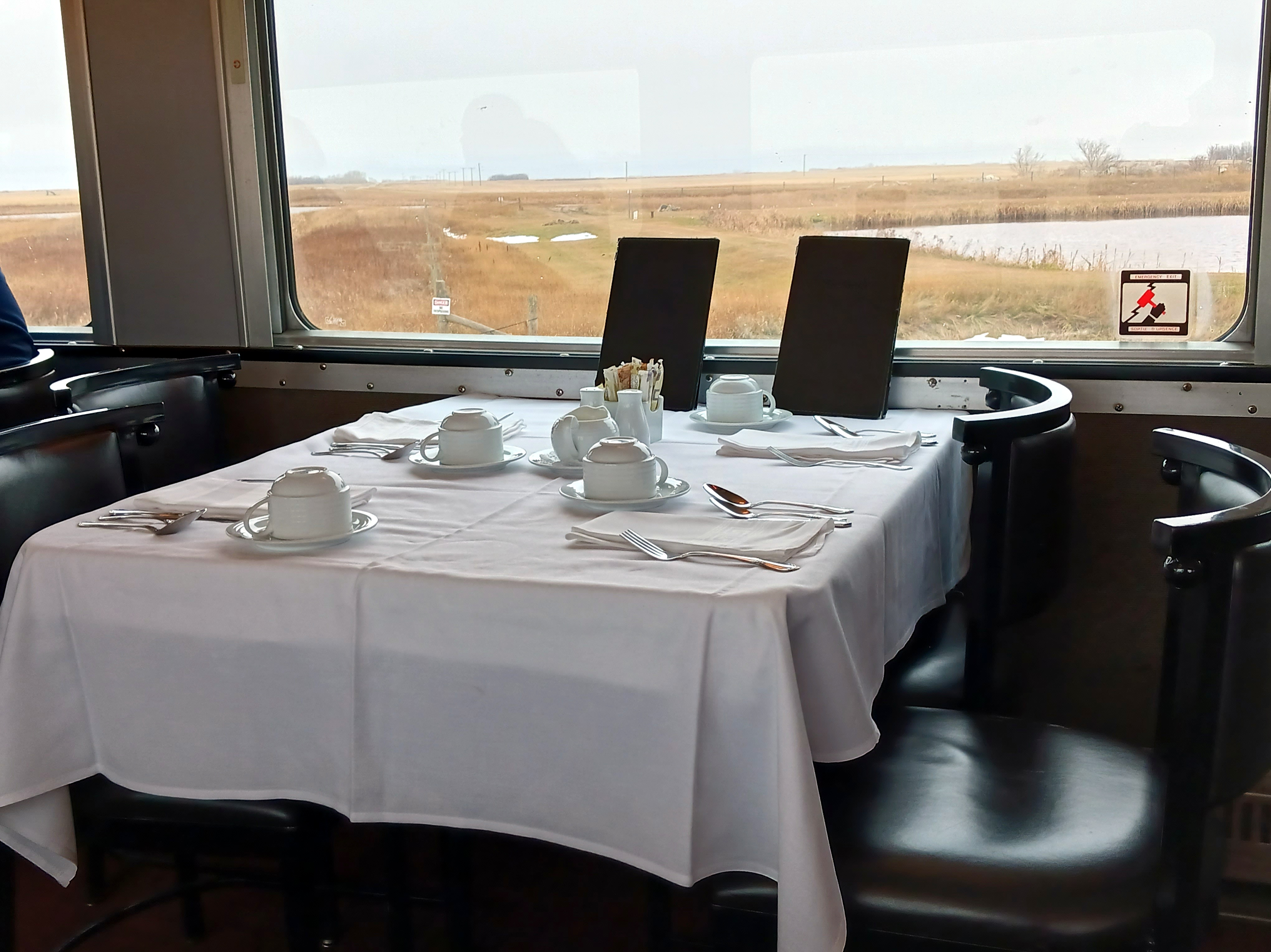
食堂車
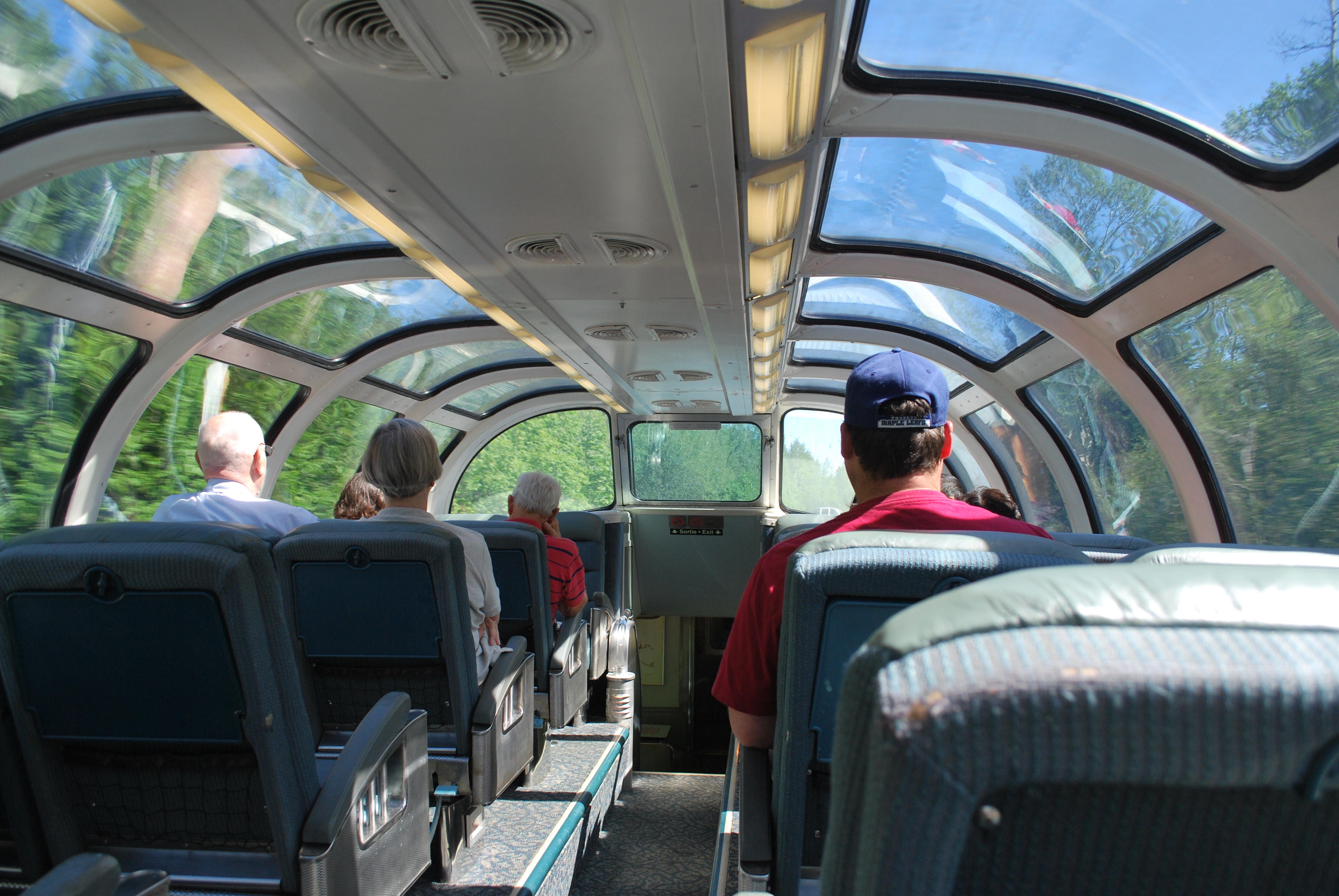
パノラマカー